# Bibingka
Bibingka è un tipo di torta di riso cotta al forno che fa parte della cucina filippina. Di solito è mangiata a colazione, specialmente durante il periodo natalizio. Tradizionalmente, viene cotta in vasi di terracotta rivestiti di foglie di banano. È un sottotipo di kakanin (torta di riso) della cucina filippina. Il Bibingka è presente anche nelle comunità cristiane nell'Indonesia orientale.

## Preparazione

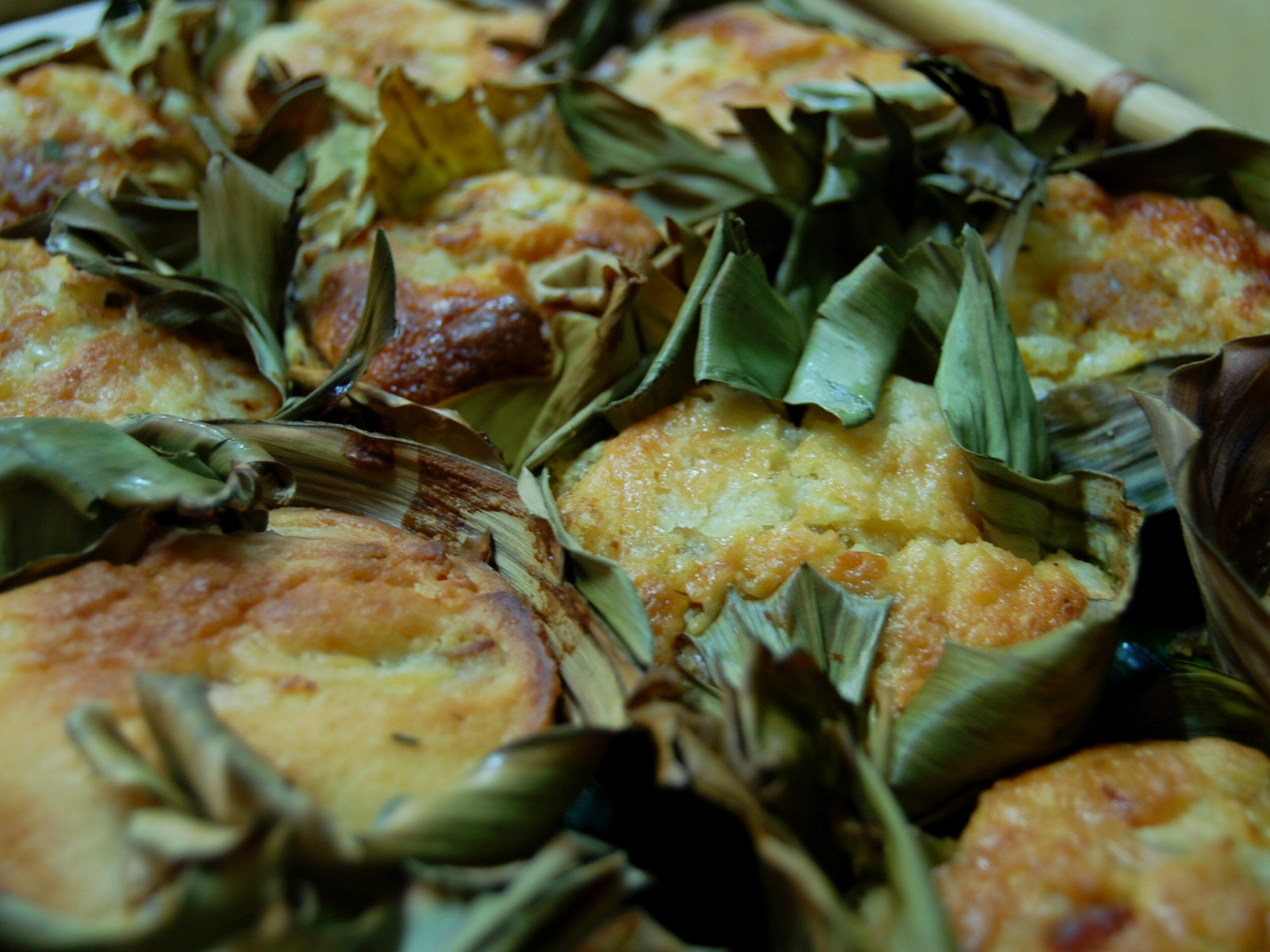
Bibingka Galapong cotto con fette di uova salate con condimento di cocco grattugiato e kesong puti (formaggio)

Il processo originale di preparazione del riso glutinoso utilizzato per il bibingka è conosciuto come galapong (di solito erroneamente tradotto come farina di riso). È un'antica tradizione unica delle Filippine e legata alle regioni austronesiane. È essenziale per la maggior parte di dolci di riso filippini. Al contrario di altre cucine asiatiche, il riso non è preparato asciutto. Piuttosto, durante la notte viene immerso in barattoli di tapayan, e viene fatto fermentare con l'aggiunta di un lievito selvaggio chiamato bubod o vino di palma tuba. Successivamente, prima di essere cucinato, il riso viene macinato in una pasta spessa utilizzando una macina di pietra.  Ciò gli conferisce il leggero retrogusto amaro caratteristico delle torte di riso tradizionali filippine. Lo stesso processo (tapay), quando svolto per periodi più lunghi, ha come risultato i tradizionali aceti e vini di riso.('
Bibingka è un termine generale per le torte a base di galapong cotte al forno, simile a come puto è il termine generale per le torte a base di galapong cotte al vapore. In tempi recenti ha esteso il suo significato ad altre torte native fatte con altri tipi di farina, come quella di mais, tapioca o semplice, anche se sono considerati piatti del tutto separati.

## Origini
Le origini comuni del bibingka dalle Filippine e dall'Indonesia sono ampiamente riconosciute, soprattutto considerando che il bibingka indonesiano viene dall'Indonesia orientale, la regione più vicina alle Filippine e con la cultura più somigliante.
Alcuni autori hanno inoltre ipotizzato una connessione tra il dolce di Goa bebinca (o bibik) e il bibingka del Sud Est asiatico, a causa della somiglianza dei nomi. Sono convinti che il portoghese possa averlo introdotto nel Sud Est asiatico dal Goa. Ma è improbabile, considerando che le Filippine, in cui il bibingka è più conosciuto, non sono mai state una colonia del Portogallo. Sono inoltre molto diversi; il dolce del Goa è un tipo di budino di cocco a strati (simile al filippino sapin-sapin e all'indonesiano kue lapis), mentre il bibingka è semplicemente una torta di riso glutinoso cotta. L'unica somiglianza è che il bebinca e il bibingka usano entrambi il latte di cocco. I piatti a base di riso sono inoltre ben diversi nel Sud Est asiatico, dove il riso è un'antica coltivazione stabile austronesiana; perciò, è più probabile che il portoghese abbia introdotto il termine dalle Filippine al Goa, piuttosto che il contrario. In modo simile a come l'arte delle finestre in guscio di Placuna fu introdotta in Goa dalle Filippine (in Goa, sono ancora chiamati capiz in riferimento a Capiz, provincia delle Filippine).

## Bibingkanelle Filippine
Il Bibingka è un cibo natalizio tradizionale delle Filippine. Di solito è mangiato con del puto bumbòng subito dopo il Simbang Gabi (Messa notturna, la versione filippina della Misa de Gallo). Vengono anche venduti fuori dalle chiese durante la novena dei fedeli, per essere mangiati a colazione.
A partire dal 9 ottobre del 2007, la città di Dingras, Ilocos Norte nelle Filippine sta aspettando un attestato del Guinness dei primati per aver cotto un bibingka di manioca lungo un chilometro, fatto di 1 000 kg di manioca e mangiato da 1 000 residenti. Nel municipio di Baliuag, a Bulacan, il bibinka è servito con il salabat (tisana di zenzero), e i negozi che li vendono li servono gratuitamente.

### Preparazione

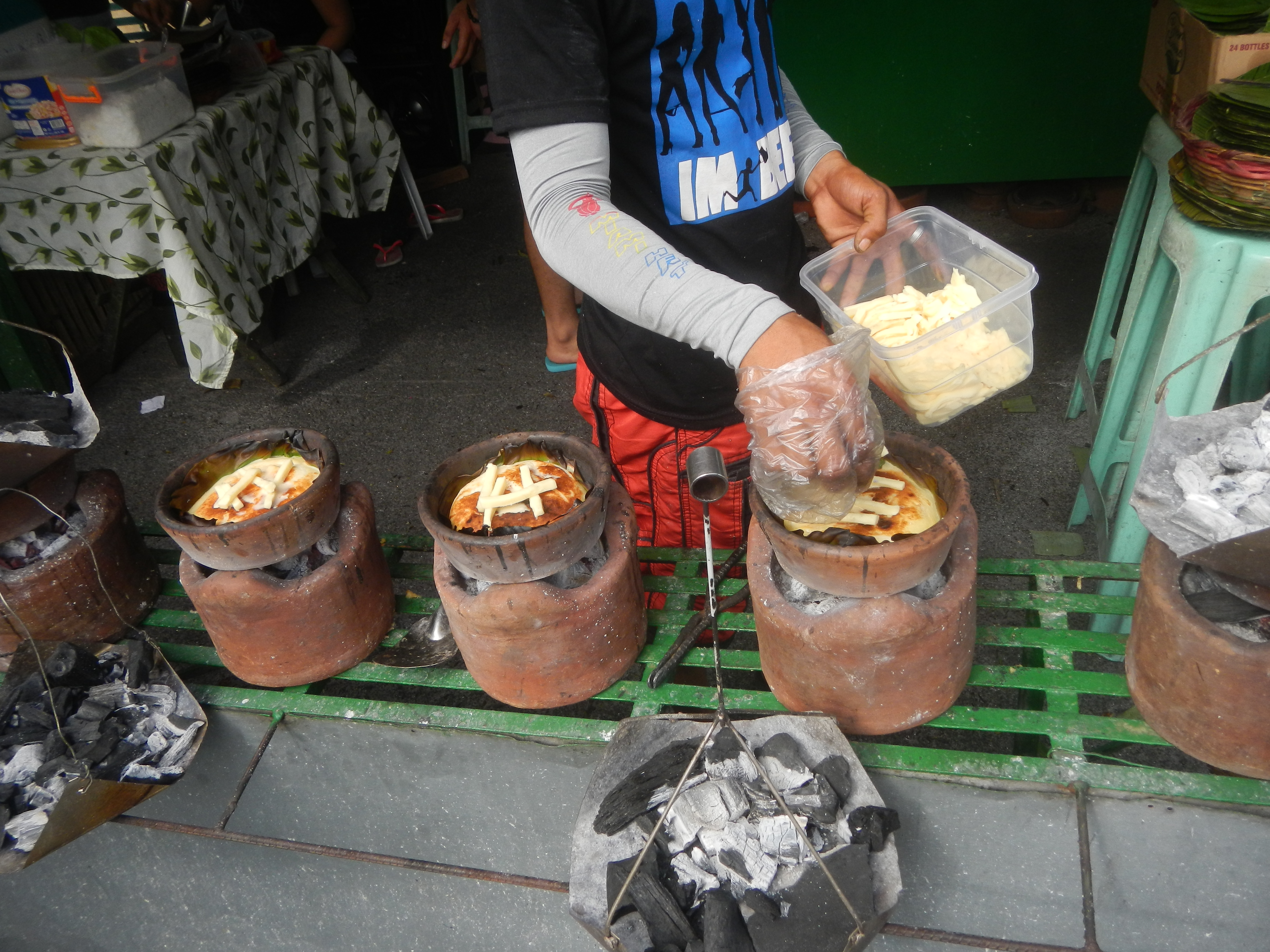
Un bibingka preparato tradizionalmente in Baliuag, Bulacan

Tradizionalmente, il Bibingka è preparato con il galapóng (riso glutinoso leggermente fermentato e inzuppato e successivamente macinato in una pasta) e latte di cocco o acqua. Alcune versioni moderne a volte utilizzano una normale farina di riso o la farina giapponese mochiko. Altri ingredienti possono variare, ma gli ingredienti secondari più comuni sono uova e latte. La preparazione tradizionale richiede molto tempo. Un contenitore appositamente costruito in terracotta viene rivestito con un unico grande pezzo di foglia di banano. Successivamente, è posizionato su braci preriscaldate in cui viene versato l'impasto di farina di riso e acqua, facendo attenzione a non farlo rovesciare dentro il contenitore stesso. Viene poi aggiunto un altro pezzo di foglia di banano in cima e coperto con altre braci preriscaldate.

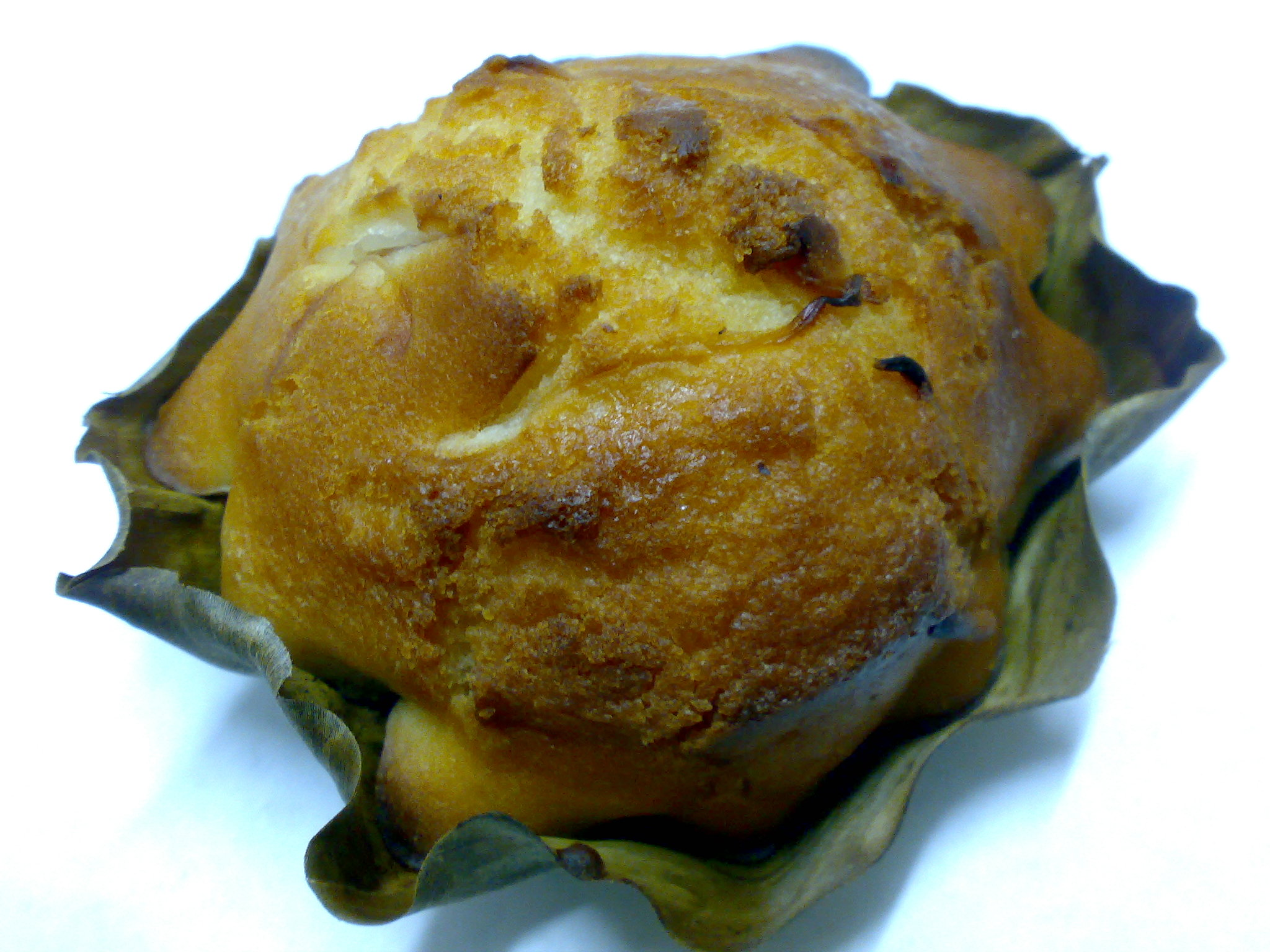
Bibingka commerciale in una foglia di banano con i distintivi bordi scavati

Il risultato finale è una torta larga e piatta, morbida e spugnosa, con una bruciacchiatura su entrambi i lati che gli conferisce l'aroma unico di foglie di banano tostate. Viene poi aggiunto il condimento, che di solito consiste di burro/margarina, zucchero, formaggio o cocco grattugiato. Altri condimenti meno comuni includono il pingping (chicchi di riso immaturi sbattuti), ananas e uova di anatra salate. Non è raro trovare una combinazione di due o più di questi condimenti in un unico bibingka. I Bibingka con decorazioni (e ingredienti) pomposi a volte sono chiamati bibingka especial.
Alcuni metodi moderni prevedono la cottura del bibinka in un vero e proprio forno, all'interno di un caldero o in una normale teglia per torte. Il risultato però manca del distintivo odore affumicato del carbone, ma è lo stesso, specialmente se per il rivestimento vengono utilizzate le foglie di banano. I bibingka prodotti in massa nelle Filippine sono realizzati anche utilizzando caratteristici stampi di latta, che gli conferiscono una forma merlettata simile a un grande puto o puto mamon (cupcake).
Il Bibingka viene gustato al meglio se servito caldo. Un bibingka di grandi dimensioni può essere affettato (o strappato) in diverse fette e può soddisfare da quattro a sei persone.

### Sapore e consistenza
Il Bibingka ha una consistenza soffice e spugnosa simile al puto, un'altra torta di riso filippina. Viene mangiato caldo o riscaldato ed è leggermente dolce, con un sapore molto simile a quello di un budino di riso. Le supercifci superiori e inferiori (incluso il tradizionale rivestimento in foglie di banano) sono di solito bruciacchiate, aggiungendo sapore.

### Varianti
Bibingka è usato anche come termine generale per i dolci fatti con la farina e cotti nella stessa maniera. Il termine può essere tradotto a grandi linee con torta di riso. Originariamente si riferiva soprattutto al bibingka galapong, il tipo più comune di bibingka fatto con la farina di riso. A volte, anche altre torte native filippine vengono chiamate bibingka. Queste possono utilizzare altri tipi di farina, come quella di mais, manioca o la farina semplice, e sono di solito considerati piatti del tutto separati. Il bibingka può essere realizzato anche con ingredienti inusuali, come la cioccolata.
Le varianti del bibingka si distinguono solamente per il tipo di condimento utilizzato. I tipi comuni di bibingka sono riportati qui sotto:
- Bibingka galapóng è la forma di bibingka tradizionale fatta con riso glutinoso macinato e inzuppato (galapóng), acqua e latte di cocco. Originariamente era realizzato solamente con acqua e galapóng.[12]
- Bibingkang malagkít è una versione umida del bibingka, servito tipicamente affettato in blocchi quadrati.[12]
- Bibingkang Mandaue (Bibingka di tipo Mandaue) sono bibingka dal Mandaue, Cebu. È tradizionalmente realizzato con il tubâ (vino di palma), che gli conferisce un leggero retrogusto acido. Oggi il tubâ è spesso sostituito dal lievito.[13]
- Torta di Tapioca è fatta con tapioca grattugiata, latte di cocco e latte condensato. All'apparenza è il più simile a un budino. Conosciuto anche come cassava bibingka o bibingkang kamoteng kahoy.[11]
- Salukara, una variante del bibingka simile a un pancake dal Samar orientale. Anche per lui viene utilizzato il tubâ ed è tradizionalmente cotto in padelle unte di lardo di maiale.[14][15]
- Sinukat è un tipo di bibingka cotto in una metà di un guscio di noce di cocco.[16]

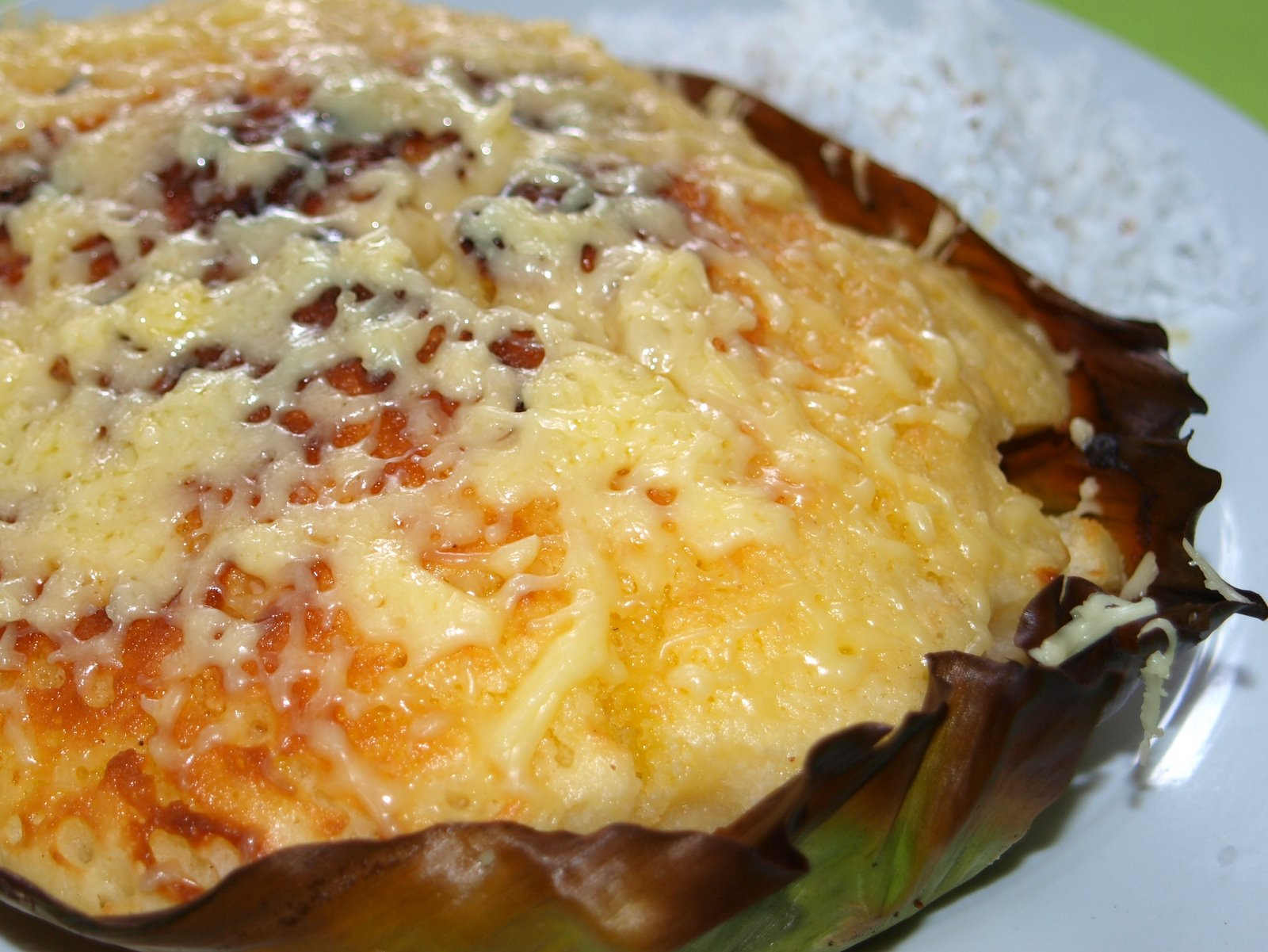
Un Bibingka da Tagaytay, Cavite
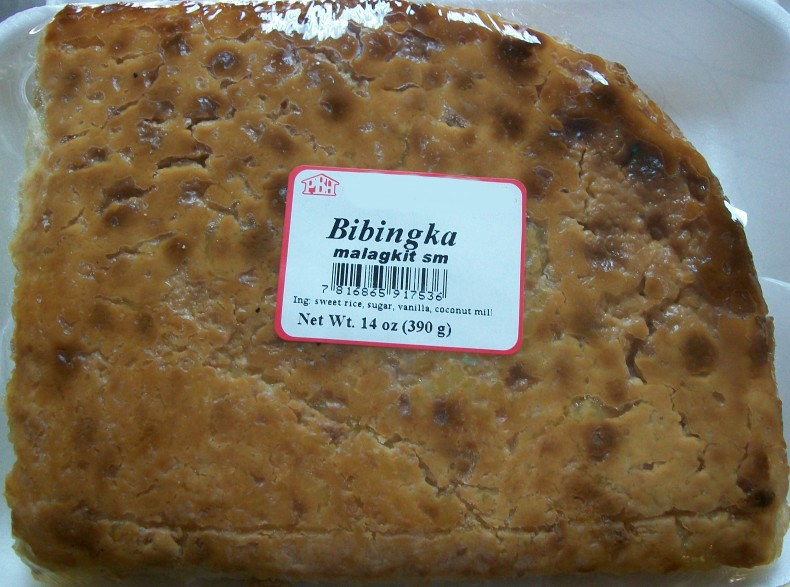
Bibingkang Malagkit, una versione umida del bibingka
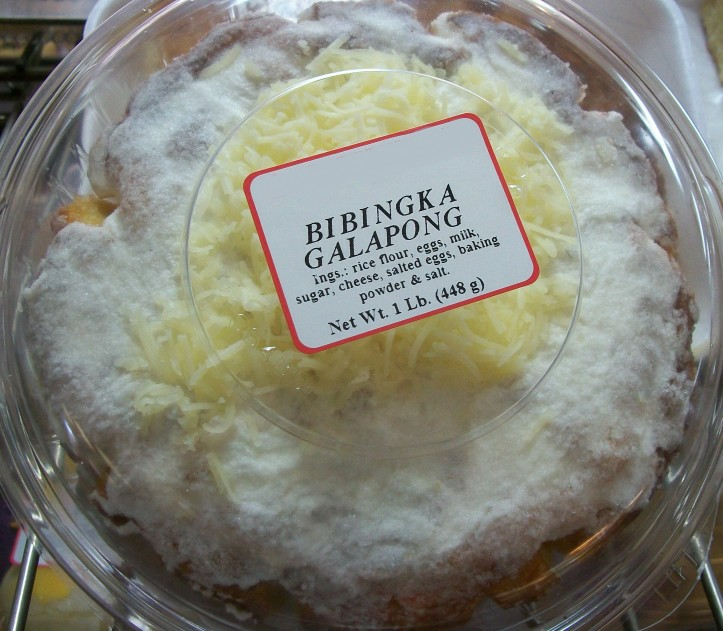
Bibingka Galapong condito con uova di anatra salate
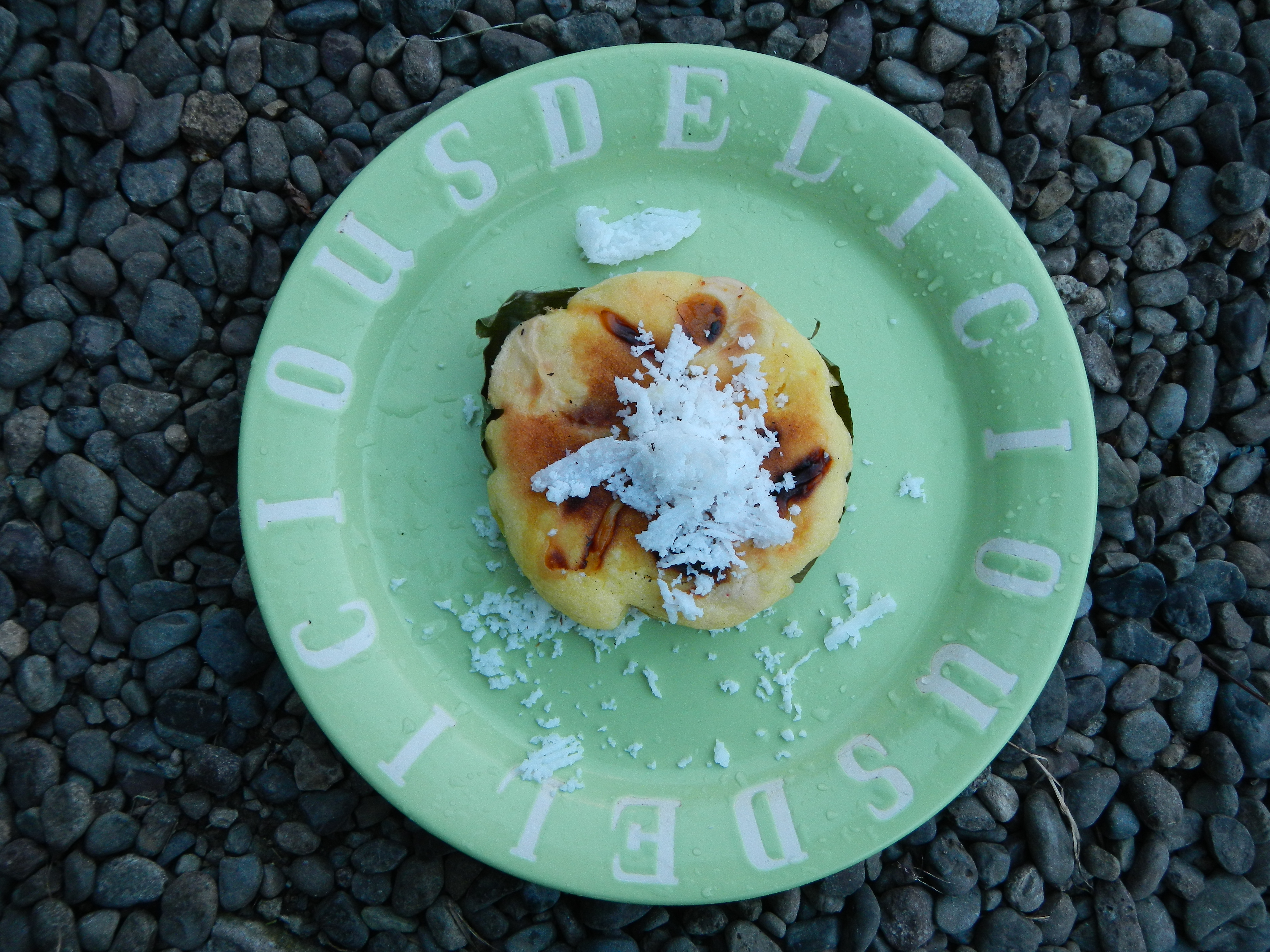
Un bibingka speciale dal Baliuag, Bulacan
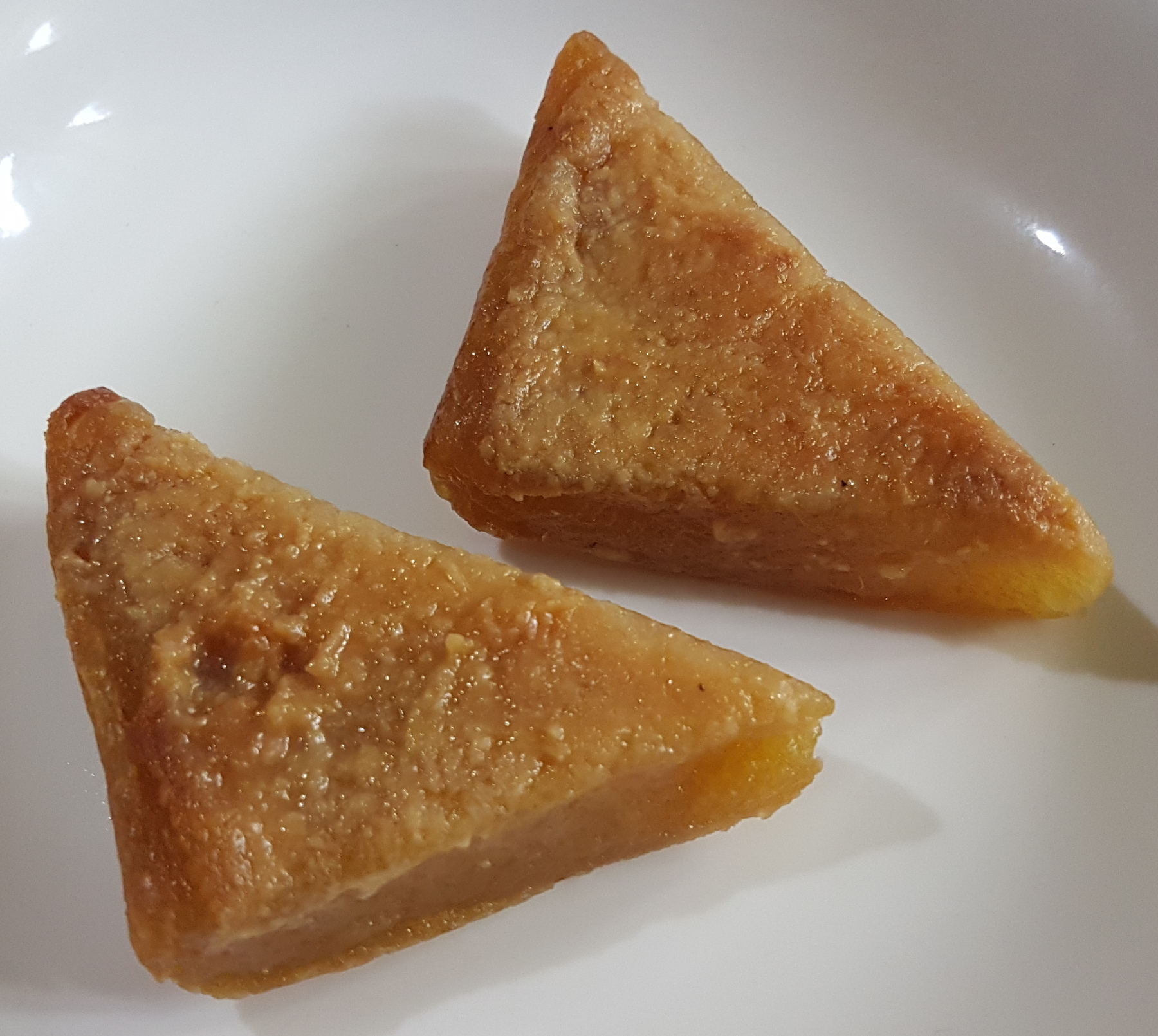
Bibingkang kamoteng kahoy, una variante fatta con la tapioca

## Bibingkain Indonesia

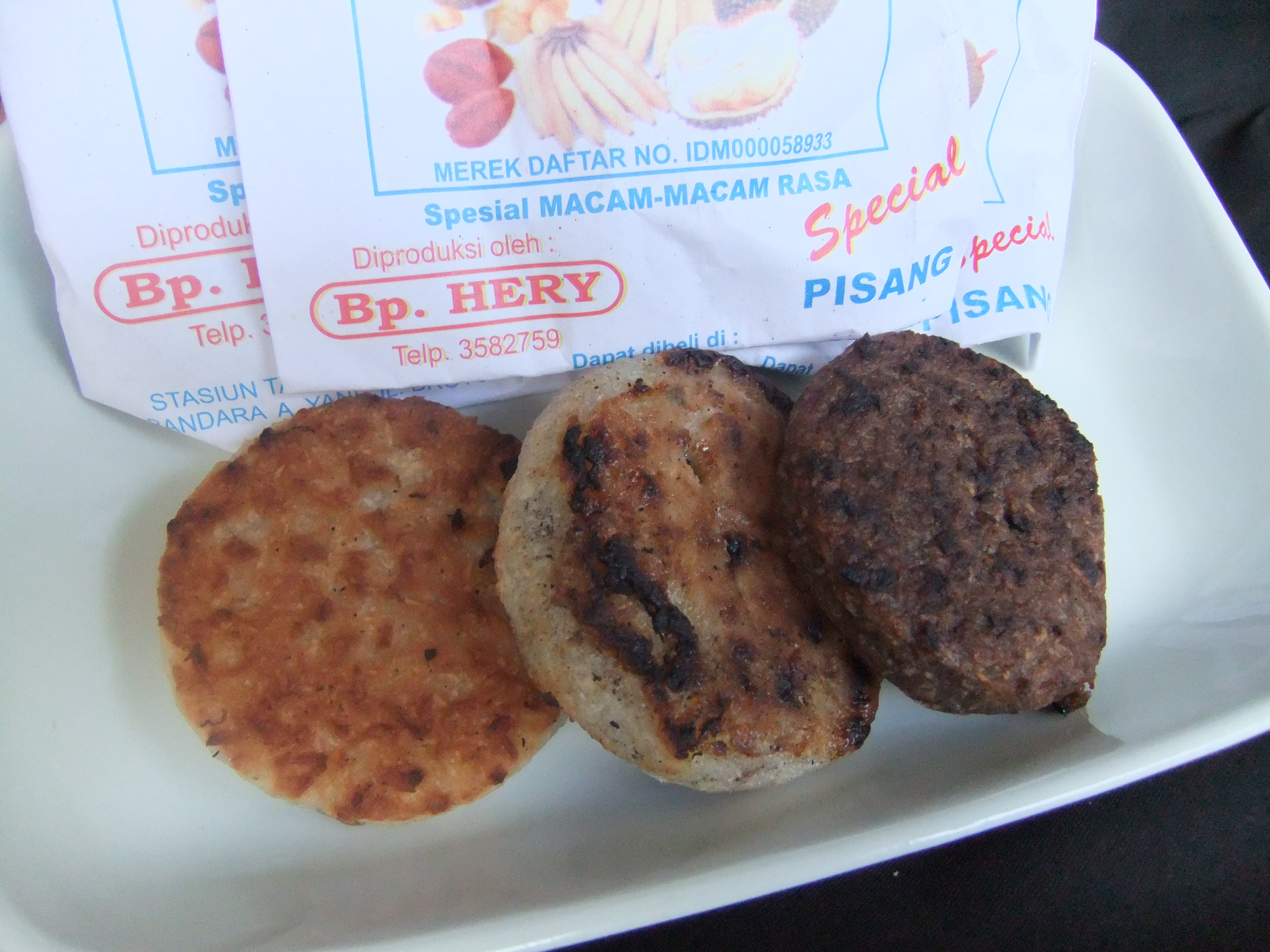
Wingko Babat Semarang Indonesia

Il bibingka o bingka è anche particolarmente noto tra le aree a maggioranza cristiana nel Sulawesi del nord e nelle Molucche, entrambe ex colonie dell'Impero portoghese e geograficamente vicine alle Filippine del sud. Viene preparato quasi allo stesso modo del bibingka filippino. Nelle province del Nord Sulawesi e Gorontalo, il bibingka di solito è realizzato con farina di riso o tapioca e latte di cocco, con noce di cocco triturata all'interno. Nelle Molucche il bibingka è speziato e addolcito con zucchero di canna o filetto di carne dolce. È inoltre tradizionalmente cotto in padelle di terracotta con foglie di banano, di pandan o di palma. Come nelle Filippine, di solito viene mangiato nel periodo natalizio.
Durante il periodo coloniale olandese fu introdotta nelle comunità  cinesi-indonesiane della Giava orientale una variante del bibingka simile a un pancake. Conosciuta come wingko o bibika, diventò popolare nelle isole di Giava.

### Varianti
- Bibingka kelapa o bibingka santan, bibingka indonesiano realizzato con farina di riso e latte di cocco, condito con giaca o cocco
- Bibingka kelapa, bibingka indonesiano realizzato con farina di riso e latte di cocco, condito con giaca o cocco
- Bibingka abon, realizzato con farina di riso e latte di cocco, condito con filetto di carne
- Bibingka ubi telo, realizzato con farina di ube o tapioca e latte di cocco
- Bibingka nanas o wingko nanas realizzato con farina di ube o tapioca e latte di cocco con ananas